# Conti del Seprio
I conti del Seprio furono una dinastia medioevale, di origine franco-longobarda, che controllò il Comitatus del Seprio, collocato in Insubria a cavallo fra le attuali provincie di Varese, Como e il Canton Ticino. Dal X all'XI secolo il titolo di conte del Seprio ebbe una linea ereditaria, sebbene con interruzioni.

## Storia

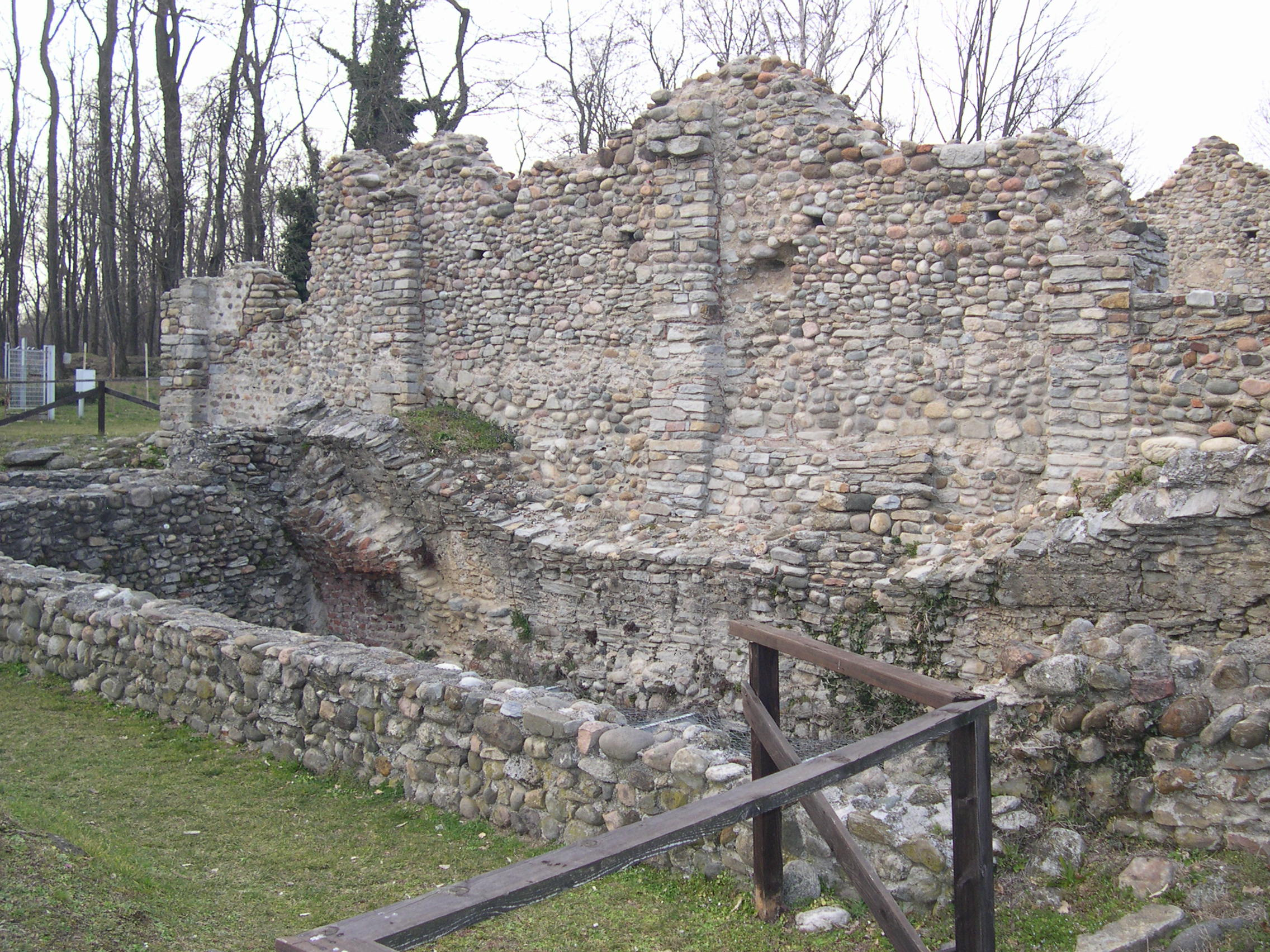
Rovine del castrum a Castelseprio

### Origini
Originariamente la dinastia avrebbe avuto origine dai Supponidi. A partire dal 961 il contado iniziò a essere retto da una discendenza di legge salica, i conti del Seprio, il cui capostipite fu Nantelmo, figlio di Rostanno. 

### Dominio
Il potere dei conti, sin dall'inizio del X secolo subì delle perdite a causa di concessioni immunitarie eseguite dal Sacro Romano Impero e dagli arcivescovi di Milano e di Como.
I conti furono lentamente esclusi dal controllo di ampie porzioni del Seprio, finendo per dominare solo su Castelseprio e il suo circordario, gestendo diritti feudali a macchia di leopardo, ove avevano mantenuto il sostegno delle antiche arimannie.
Nella seconda parte dell'XI secolo, la famiglia comitale iniziò a risiedere a Venegono, quindi a Milano e a Reggio nell'Emilia.
La dinastia dominò quindi, con diverse interruzioni, fino all'occupazione imperiale e all'annessione alla signoria di Milano, avvenuta nel 1044. Con la caduta di Castelseprio nel 1287, il Seprio divenne dominio dei Visconti.

### Eredi
La famiglia dei conti, già esautorata del proprio potere, si perse, per quanto i Castiglioni si dichiarassero loro discendenti. Il titolo di conte del Seprio venne poi assegnato ad altre figure militari a nobiliari a seconda delle circostanze che seguirono.
Alcuni settecenteschi, senza però prova di scientificità, hanno suggerito che i discendenti della famiglia comitale sarebbero ascrivibili ai veneti Contin; più realisticamente, la famiglia si divise in diversi rami fra Milano e Piacenza.

## Lista dei signori del Seprio
Giudicaria e contado del Seprio 

- Giovanni, 840 circa
- Roteno, gastaldus 844 circa
- Otto o Ottone, 877
- Mainfredo, 888-896
- Rostanno, 950 (forse figlio di Vifredo II, conte di Piacenza)
- Nantelmo, 950-963
- Rodolfo I
- Vifredo I, 1013
- Rodolfo II, 1023
- Vifredo II, 1043
- Rodolfo III, 1069
- Rodolfo IV (Maldavello)
- Berengario, 1102, da cui originerebbero i Castiglioni con Corrado[2]
- Vilfredo 1140 - Olrico, +1142 - Bonifacio, +1140

 Sotto il controllo Milanese (1044 o 1045) 
- Giufredo c. 1100-1140
- Bonifacio (associato) ?-1140
- Olrico 1140-1142 (fuggì a Milano)
- Alberto 1142-1158
- Goswin von (Gozolino di) Heinsberg-Valkenburg 1158-1167
- Obizzone Pusterla 1167-1176
- sotto Milano 1176-1225
- Obizzo Pusterla 1225-1226
- sotto Milano 1226-1266
- Francesco della Torre 1266-1277
- Ottone Visconti 1277-1284
- Guido de Castiglione 1284-1286
- famiglia Torriani 1286
- occupazione viscontea 1286-1287

 Annessione alla signoria di Milano (1287) 
- Lodrisio Visconti 1311- c.a 1315
- a Milano c.a 1315-1329
- Marco 1329-1339
- Lodrisio Visconti, come usurpatore, 1339
- Giovanni Visconti 1339-1354
- associato a Luchino Visconti fino al 1349
- Galeazzo II Visconti 1354-1378
  - associato a Matteo II Visconti fino al 1355
- Gian Galeazzo Visconti lo annette definitivamente al ducato di Milano dal 1395.